# Sebastian Foss Solevåg
Sebastian Foss Solevåg, född den 13 juli 1991 i Ålesund, är en norsk alpin skidåkare. Han gjorde sin debut i världscupen 11 november 2012 i Levi i Finland, där han körde ut i första åket. Under vinter-OS 2014 i Sotji knep han en niondeplats i slalom. I världscuptävlingen i Levi den 16 november 2014 körde han in på en fjärdeplats i slalom, och den 6 januari 2015 kom han på tredje plats i Zagreb, likaledes i slalom.